# دحناب (مذيخرة)

تعديل مصدري - تعديل

دحناب محلة تابعة لقرية الغربي، التابعة لعزلة الاشعوب بمديرية مذيخرة إحدى مديريات محافظة إب في الجمهورية اليمنية، بلغ تعداد سكانها 48 حسب تعداد اليمن لعام 2004.